# Psychoda fucastra
Psychoda fucastra és una espècie d'insecte dípter pertanyent a la família dels psicòdids.

## Descripció
- El mascle fa 1 mm de llargària a les antenes, mentre que les ales li mesuren 1,6 de longitud i 0,6 d'amplada.
- La femella fa 1,1 mm de llargària a les antenes, mentre que les ales, amb 4 franges marrons, li mesuren 2 de longitud i 0,8 d'amplada.
- Les antenes de la femella presenten 15 segments (el núm. 14 està parcialment fos amb el 13, mentre que el 15 està separat i és més gran que el 14).[2]

## Distribució geogràfica
Es troba a l'illa de Borneo.

## Observacions
És una espècie estretament vinculada amb Psychoda fucosa i de la qual es diferencia per les característiques del sistema reproductor.